# 崔殷诚
崔殷诚（韓語：최은성，1971年4月5日—），有误译崔恩成，生于韩国河南市，门将，曾参加2013年亞足聯冠軍聯賽。现为全北现代汽车足球俱乐部之守门员教练。